# 彼得·彼得森
彼得·彼得森（Peter Petersen，1884年6月26日—1952年3月21日），德國學校教育改革家。
為了對抗具有領導地位並以人文方法研究的傳統教育學，彼得森嘗試推動教育學實案研究，企圖結合具實務經驗與詮釋學的研究方法。耶拿大學是彼得森發揮所長的地方，在那裡他從事葛萊爾教育改革（Greilschen Schulreform）的工作，稱為耶拿計畫。彼得森重要的成就在於使各式不同教育改革的思潮在充滿實證主義為導向的教育學背景下相互融合，並擬定所謂的耶拿計畫。這項成就早在1928年在諾耳與帕拉特（Nohl/Pallat）的共同著作《教育學手冊》（Handbuch der Pädagogik）一書中即獲得肯定。彼得森的基本設問是：透過怎樣的教育團體可以完成個人的特性並成為具有人格的人呢？(出自彼得森的普通教育學，頁一零九)
面對國內嚴重劃分階級的學校教育，彼得森選擇的是以捍衛人道和維護孩童公平正義者自居。他投身於改革國家整體的教育本質，並致力提倡一種既一般又自由的國民學校，學生們在不分性別、宗教和能力程度下可以儘可能長久的在一起互相學習。 
他特別強調一種出自內心的教育改革，並視為是畢生的使命。以這樣的方式出發，他達到下列幾項成就：第一、發展一門獨立、廣泛並有自治權的教育學科，以教育實案研究為主軸，即系統化的觀察處於教養階段的孩童，為教養策略提供一個正確無誤的評斷標準。第二、在大學裡導入師資培訓機制並成立第一個教育學群。第三、耶拿計畫呈現一種伴以理論並含有學術特質的教育試驗。彼得森對理論與實務、教學與研究的相互結合的成果顯示前所未有的一統性。
理論的建立使彼得森特別重視要在民族社會理論和帶有近似納粹思想成分的民族團體組織的基礎之上進行團體式的學習，因此他在當時的某個演講會中受到讚揚，被視為是克里克（Kriek）之外規劃新式教育改革運動中的核心人物。彼得森主張的實用性的經驗主義也因此阻礙受反理性影響的理論的發展。
彼得森採用耶拿計畫所執行的學校創造一些教育現況的原型，這些大都既符合學術知識又滿足對現今的需求。他對耶拿計畫學校所施行的教育構思一直到今日都沒有失去他的想呈現現實意義的部分。彼得森並不視為他的教育構想是一種構想中的教條，而是一種「出發點的形式」，這樣的思考方式已使得各世代的教師與學生們在七十年後的今日仍能與彼得森的貢獻有著一番聯繫。在數十年前的學校一直強調認知元素，忽視經由知識傳遞的方式來潛移默化學生使其擁有正確的行為、態度以及熱情的感召(從頭至內心的轉換過程: Pestalozzi)。
耶拿計畫呈現一些現今急於待解決的學校問題，諸如缺乏寬容與情感、動機與野心不足、忽略社會的道德層面、施行可速成再創的模仿式學習以及兼具理論與實務的高度潛在聚集學習與回應問題的思考能力。彼得森提出具有人文主義素養的教育學，其特徵在於自由、開放與學校經驗。

## 生平
彼得森1884年6月26日出生於伏廉斯堡(Flensburg)附近的一個小城(Großenwiehe)。他們家有自己的農莊並且以務農為生。彼得森在農莊集體生活的方式下成長，共有六個兄弟姊妹。他因受大家庭生活方式影響，觀察到人類的個性例如喜悅與悲傷、尊重與幫助，日後衍生出群體教育學(Gruppenpädagogik)的想法。彼得森著作中的宗教思想亦是受到他們家信奉路德新教的影響。彼得森的家庭背景以不同方式反映在他的教育學概念上。對他而言，家庭是他致力追求的「人」（Humane）可以從中發展出來的第一個地方。他在這裡指的的家庭，並不是有治療功能的家庭，反而是強調一種能體驗「真實生活」、充滿衝突與艱困的家庭生活。此外，彼得森還由他們家的農莊生活體驗到為了維生因此是必須的，並且充滿意義的工作的重要性。他瞭解到，人類經由工作而發展出自信和自我價值。他將符合孩童的學校視為一種類似農莊的生活場所，一個可以讓孩子覺得像是家鄉的地方。
1896年彼得森就讀於伏廉斯堡高級中學。他在這裡體會到，在教育上，帝國統治下威權的學校說到底只是致力於將青少年訓練成順從的臣民，並且以此來保持社會的結構。雖然高中時期對於彼得森而言是一段寂寞、物質和經濟上都相當貧困的時期，但是他明白他家的經濟狀況能提供他的教育。1904年他自高中畢業。他先在萊比錫大學，後來在基爾（Kiel）、Kopenhagen和Posen等大學就讀。他唸的是新教的神學、哲學、歷史、心理學和國家經濟學，並且接受心理學家Wundt的研究指導。1908年彼得森完成關於Wundt哲學的論文。1919年他通過國家考試的候補資格，取得在高級中學任教的資格。
彼得森在教育學方面的興趣始於他在漢堡約翰諾依姆人文中學（das humanistische Johanneum-Gymnasium）直到1919年任教的期間。除了教書之外，他從1912年開始還參與「學校改革聯盟」（Bund für Schulreform）並且身為該聯盟理事會的成員之一。三年後，彼得森因為他的一份關於學校改革想法的鑑定書，因此被任命為一個不知名的勞工團體（Deutscher Ausschuss für Erziehung und Unterricht）的秘書。1919年他接受漢堡另一間學校（Lichtwarkschule）的職位，任教於此間要求年輕的男學生應該認清自我、參與社會民主化運動，並且遠離法西斯主義潮流影響的學校。此外，彼得森這個時候同時還參加另一個漢堡勞工團體「青少年文化機構」（Institut für Jugendkunde），在裡面他試著以心理學實驗為基礎來研究學校及課程問題，藉此構成新的教育學理論。這段期間他所累積的經驗造就了日後耶拿計畫的萌芽；並且使他的以瞭解自我、自發自律概念為中心，所有孩童都可唸的統一學校（Einheitsschule）的思想發展成熟。
1923-50年在耶拿任職教授，在此地一實驗性的大學內發展並嘗試實施他的改革理念-耶拿計畫(Jena-Plan)。其最大的貢獻為融合不同的教育改革思潮並發展出耶拿計畫，並利用教育學實案研究所推導出的教育學，有系統的去觀察學童的學習狀況，以便確立或對教育決策有所更改。此外，引進了教師進修的理念並創立了德國第一個教育系。對他來說，教育的奠基點在於整個社會，因此格外地重視社會習俗面向的意義。
1952年彼得森卒於耶拿。

## 教育學思維
彼得森在歷史上的貢獻之一，是他致力於將教育學建立成一門獨特的學科，並且奠定理論基礎。在他的理解之下，教育學就像哲學、心理學、社會學或生物學一樣，是門專業獨立的學科。彼得森的教育學是他致力於教育的獨特性，在許多方面受影響而來的。他將福祿貝爾「人類的生活是一種教育的生活」個概念，以及康德「人只能透過教育成為人」的概念連結起來。彼得森認為教育學的建立雖然是在觀察教育的對象，但也是在檢視教育學自己本身。因為它是個真實的學科，必須顧及到其他學科的知識，來回答自己提出的設問，因此彼得森只是稱教育學為「相當獨立」。教育學的任務是以科學的方式去描述、去規範、去記錄包括整個社會在內的教育狀況。彼得森在教育學的研究路途上，當然不僅是以教育經驗為基礎，他也時常在思考教育的本質。
在彼得森的眼中教育學是什麼呢？這個既基本又過於複雜的問題很難在幾行之間就解釋清楚。整體而言，這挑起了一個哲學的回答。彼得森在回答這個問題時，總是站在以個人和群體形象為基礎，並涉及基督教的形上學觀點的立場。對他而言，教育在全面性的觀察之下是人類的一種天生的功能，伴隨著人類一生。所有的東西都在教育。教育是年長者對年幼者以充滿意義、計畫周全和目的明確的方式來教導特定的知識，而不是嚴厲地教條主義訓斥。年長者在這方面要負起責任。彼得森將教育已知的部分稱為教育學，因此打開了這門學科的發展。

## 著作
- 1924年，「普通教育學」Allgemeine Erziehungswissenschaft
- 1925年，「威廉·文德」Wilhelm Wundt und seine Zeit]]
- 1925-36年，「教育學研究與著作 第23冊」Forschungen und Werke zur Erziehungswissenschaft, 23 Bde.
- 1926年，「歐洲新教育運動」Die neueuropäische Erziehungsbewegung
- 1927年，「耶拿計畫初步 」Der Kleine Jena-Plan
- 1928-36年，「外國教育學 第8冊」Pädagogik des Auslands, 8 Bde.
- 1930-34年，「耶拿計畫 第3冊」Der Jena-Plan, 3Bde.
- 1931年，「教育學的起源」Der Ursprung der Pädagogik
- 1932年，「教育學」Pädagogik
- 1937年，「課程實行之理論」Führungslehre des Unterrichts
- 1939-40年，「新教育學研究 第2冊」Neue Forschungen zur Erziehungswissenschaft, 2 Bde.
- 1954年，「教育方法」Der Mensch in der Erziehungswirklichkeit
- 1965年，「教育學實案研究」Die pädagogische Tatsachenforschung

## 外部連結
"Peter Petersen." Wikipedia. Die Freie Enzyklopdäie. （页面存档备份，存于）